# Sho Tanaka
Sho Tanaka (født 21. november 1994) er en japansk fodboldspiller.